# Jean-François Aubé
Jean-François Aubé (* 5. April 1973 in Montreal, Québec) ist ein ehemaliger kanadischer Eishockeyspieler, der unter anderem in fast 400 Spielen für die Charlotte Checkers, Pensacola Ice Pilots und Mississippi Sea Wolves in der East Coast Hockey League (ECHL) aktiv war.

## Karriere
Jean-François Aubé spielte in kanadischen Juniorenligen, bevor er im Jahr 1991 an die Northeastern University kam. Vier Jahre lang lief er für deren Eishockeyteam, die Huskies, auf, die am Spielbetrieb der National Collegiate Athletic Association (NCAA) teilnahmen. In den Spielzeiten 1993/94 und 1994/95 war er mit 28 bzw. 21 Treffern jeweils der erfolgreichste Torschütze seines Teams. 1994 wurde er zudem ins Second All-Star Team der Hockey East berufen. Insgesamt traf er 72-mal für die Huskies; damit gehörte er auch knapp 30 Jahre nach seinem Abschluss noch zu den zehn Rekordtorschützen der Northeastern University.
Seine Profilaufbahn begann in der Saison 1995/96 bei den Charlotte Checkers in der East Coast Hockey League (ECHL), bei denen Aubé schon in seiner Rookiesaison mehr als einen Scorerpunkt pro Spiel erzielte. In der Spielzeit 1996/97 war er dann Topscorer des Teams. Daraufhin wurde er vom Iserlohner EC aus der zweitklassigen 1. Liga in Deutschland verpflichtet, den er aber trotz drei Treffern und vier Vorlagen nach acht Spielen schon wieder verließ, weil Trainer Greg Poss mit seiner Leistung nicht zufrieden war. Er kehrte in die ECHL zurück und setzte die Saison bei den Pensacola Ice Pilots fort.
Nach einer weiteren Spielzeit bei den Charlotte Checkers wechselte Aubé im Jahr 1999 zu den Mississippi Sea Wolves, für die er zwei Jahre lang aufs Eis ging. In der Saison 1999/2000 war er der erfolgreichste, in der Spielzeit 2000/01 der zweiterfolgreichste Scorer seiner Mannschaft. Von 2001 bis 2002 ließ er seine Karriere bei Mission de Joliette in der Ligue de hockey semi-professionnelle du Québec (LHSPQ) ausklingen.

## Erfolge und Auszeichnungen
- 1991 CJHL Second All-Star Team
- 1994 Hockey East Second All-Star Team

## Karrierestatistik
(Legende zur Spielerstatistik: Sp oder GP = absolvierte Spiele; T oder G = erzielte Tore; V oder A = erzielte Assists; Pkt oder Pts = erzielte Scorerpunkte; SM oder PIM = erhaltene Strafminuten; +/− = Plus/Minus-Bilanz; PP = erzielte Überzahltore; SH = erzielte Unterzahltore; GW = erzielte Siegtore; 1 Play-downs/Relegation; Kursiv: Statistik nicht vollständig)